# Pilar Barbosa
Pilar Barbosa de Rosario (4 de julio de 1898 – 22 de enero de 1997) fue una educadora, historiadora, y activista política puertorriqueña.

## Primeros años
Barbosa era originaria de Bayamón, Puerto Rico, siendo una de doce hijos, de Jose Celso Barbosa, también conocido como el "Padre del Movimiento Estadista Puertorriqueño". Su padre fue miembro del Senado Puertorriqueño, desde 1917 a 1921. Barbosa recibió su educación primaria y media en Bayamón, y fue expuesta a la política partidaria a muy temprana edad. Cuando era adolescente le gustaba enseñar a otros. Después de graduarse de la preparatoria, se inscribió en la Universidad de Puerto Rico. Se casó con José Ezequiel Rosario pero enviudó prontamente, viviendo sola muchas décadas.

## Educadora y activista política
Barbosa obtuvo su licenciatura en Educación y luego pasó a la Universidad Clark en Worcester, Massachusetts donde obtuvo su doctorado en historia. En 1921, regresó a la isla, y le fue ofrecido el cargo de profesora de historia en la Facultad de Artes Liberales, de la Universidad de Puerto Rico, convirtiéndose así en la primera mujer en enseñar en esa institución.
En 1929, fundó y estableció el Departamento de Historia y Ciencias Sociales en su alma mater, y fue su directora hasta 1943. Continuó enseñando en la universidad hasta 1967, año en que se retiró. Barbosa también fue muy activa en la causa de su padre; y se desempeñó como asesora política y mentora de muchos de los políticos que compartían el sueño de sus padres, sobre todo los de la proautonomía estado Partido Nuevo Progresista, entre ellos el ex Comisionado Residente y luego gobernador Luis Fortuño y expresidente del Senado de Puerto Rico y luego Puerto Rico Secretario de Estado de Puerto Rico Kenneth McClintock.

## Algunas publicaciones
- Historia del pacto sagastino a través de un epistolario inédito: (el pacto produce el desconcierto, 1897-1898). Vol. 2 de Documentos para la historia política puertorriqueña. Editor	Editorial Universitaria, Universidad de Puerto Rico, 218 pp. 1981

- El ensayo de la autonomía en Puerto Rico, 1897-1898. (3) National Library of the Netherlands-testBiblioteca del Congreso / NACOBiblioteca Nacional de España

- El Contacto cultural con los Estados Unidos: enriquecimiento o erosión? : (antología). N.º 1 de Serie Rectificaciones históricas. Con René Torres Delgado.

Editor Oficina de la Historiadora Oficial de Puerto Rico, 85 pp. 1995
- La obra de España en América: impacto en Puerto Rico. Editor La obra José Celso Barbosa y Alcala, 138 pp. 1993

- Un Lustro crucial (1893-1898) : el concierto conduce al pacto, 1891-1896. (2) Biblioteca del Congreso / NACOBiblioteca Nacional de España

- Raíces del proceso político puertorriqueño. (2) Biblioteca del Congreso / NACOBiblioteca Nacional de España. Editor Obra de José Celso Barbosa y Alcalá, 152 pp. 1984

- "Disidentes" versus fusionistas, 1897-1899. (2) Biblioteca del Congreso / NACOBiblioteca Nacional de España

- La Obra de José Celso Barbosa. Parte 2, Historia del autonomismo puertorriqueño. (1) Biblioteca Nacional de Francia. 2ª edición. 221 pp.

- Problema de razas. (1) Biblioteca Nacional de España

- Post umbra : documentos para la historia : juicios sobre José Celso Barbosa. (1) Biblioteca Nacional de España

- Orientando al pueblo : 1900-1921. (1) Biblioteca Nacional de España

- Mirada retrospectiva : Estado Libre Asociado, 1950-1994. (1) Biblioteca del Congreso / NACO

- La Comisión autonomista de 1896: historia del autonomismo puertorriqueño 16 de septiembre de 1896 al 12 de febrero de 1897. Vol. 6 de Obra de José Celso Barbosa. Editor Impr. Venezuela, 209 pp. 1957

- Manuel F. Rossy y Calderón, ciudadano cabal : (1861-1932) : ensayo biográfico (1)

- De Baldorioty a Barbosa: La Comisión Autonomista de 1896 (From Baldorioty to Barbosa: The Autonomist Commission of 1896). 2ª edición de Model Offset Printing, 367 pp. 1974

- La Política en los tiempos (Aleto Manuel F. Rossy ciudadano cabal) (Politics in the times (Aleto Manuel F. Rossy, a well-rounded citizen). Vol. 8 de [Obra de José Celso Barbosa. Editorial La Obra de José Celso Barbosa, 178 pp. 1978

- Raíces del Progreso Político Puertorriqueño (Roots of the Puerto Rican Political Progress)

- Puerto Rico: un experimento colonial, ayer y hoy. Editor P. Barbosa de Rosario, 7 pp. 1996

## Últimos años
Barbosa quedó viuda cuando su esposo, el profesor de economía José Ezequiel Rosario, murió en 1963.
El presidente del Senado de Puerto Rico Roberto Rexach Benitez, y la presidenta de la Cámara Zaida Hernández la nombraron a Barbosa en 1993, como la primera y moderna "historiadora oficial de Puerto Rico", cargo que ocupó hasta su muerte en 1997.
Pilar Barbosa de Rosario falleció el 22 de enero de 1997 en San Juan, Puerto Rico a los 98 años, y la sobrevivió su hermano, Rafael Barbosa.

## Honores

### Galardones y reconocimientos
Entre los numerosos premios y reconocimientos otorgados a Barbosa están los siguientes:
- Profesora Emérita - Universidad de Puerto Rico - 1973
- Doctora en Letras, Honoris Causa - Universidad Interamericana de Puerto Rico - 1975
- Premio al Liderazgo Extraordinario - presidente Ronald W. Reagan - 1984
- Libro Dorado - Exchange Club de Río Piedras

Barbosa también fue miembro de diversas organizaciones, entre ellas:
- Real Academia Española de la Historia
- Decana de los historiadores de Puerto Rico
- Academia de las Artes y las Ciencias de Puerto Rico

En 1993, fue nombrada por la Asamblea Legislativa a la posición de historiador oficial de Puerto Rico, y que fue restablecida ese año.

## Legado
El 27 de julio de 1997, el Senado de Puerto Rico aprobó la ley #53, de la autoría del Sen. Kenneth McClintock, creó el "Programa de Pasantías de Educación Pilar Barbosa". El programa fue creado como un medio para proporcionar oportunidades de capacitación de desarrollo profesional para los profesionales y educadores de escuelas públicas en Puerto Rico. Este Programa Pilar Barbosa sirve como un catalizador para la reestructuración educativa a largo plazo, haciendo uso de los graduados como agentes de reforma sostenible en el sistema de escuelas públicas.
Los participantes del Programa K-12 son maestros de escuelas públicas, y de administradores de Puerto Rico. Cada verano, 25 participantes llegan a Washington D. C. para participar en una gran variedad de actividades como talleres, visitas guiadas, conferencias y trabajos en grupo que se centran en las tendencias y las políticas de educación de Estados Unidos en el contexto de Puerto Rico, con integración de la tecnología en el currículo, diseños innovadores de planes de estudio y sobre el liderazgo educativo. El Centro Washington de Prácticas y Seminarios Académicos administró con éxito este Programa de Pasantías de Educación Pilar Barbosa, en los veranos de 1998, 1999, 2000, 2002, 2003, 2005, 2006, 2007, 2008, y 2009. El Centro Washington ofrece una experiencia integrada académica, y un trabajo de preparar a los participantes para una vida de liderazgo, logro profesional, y de compromiso cívico. Casi 300 profesores se han beneficiado del programa.